# Етиопида
„Етиопида“ (на гръцки: Αἰθιοπίς) е изгубена древногръцка епическа поема. Тя е част от Епическия цикъл. Историята, разказана в нея хронологически следва Омировата Илиада, а след нея се нарежда Малка Илиада. „Етиопида“ понякога е приписвана от древните автори (Прокъл) на Арктин. Поемата съдържала 5 песни, написани в дактилен хекзаметър. Тя обхваща събитията през десетата година на войната, след погребението на Хектор до убийството на Ахил.
По всяка вероятност е създадена през 7 век пр.н.е., но това не е доказано. Древни източници посочват, че Арктин е живял през 8 век пр.н.е., но най-ранните художествени изобразявания на един от най-важните персонажи в нея, Пентесилея, става около 600 пр.н.е., което предполага една доста по-късна дата на написване.